# Corydalis kovakensis
Corydalis kovakensis är en vallmoväxtart som beskrevs av Michajlova. Corydalis kovakensis ingår i släktet nunneörter, och familjen vallmoväxter. Inga underarter finns listade i Catalogue of Life.